# Куликовский, Григорий Григорьевич

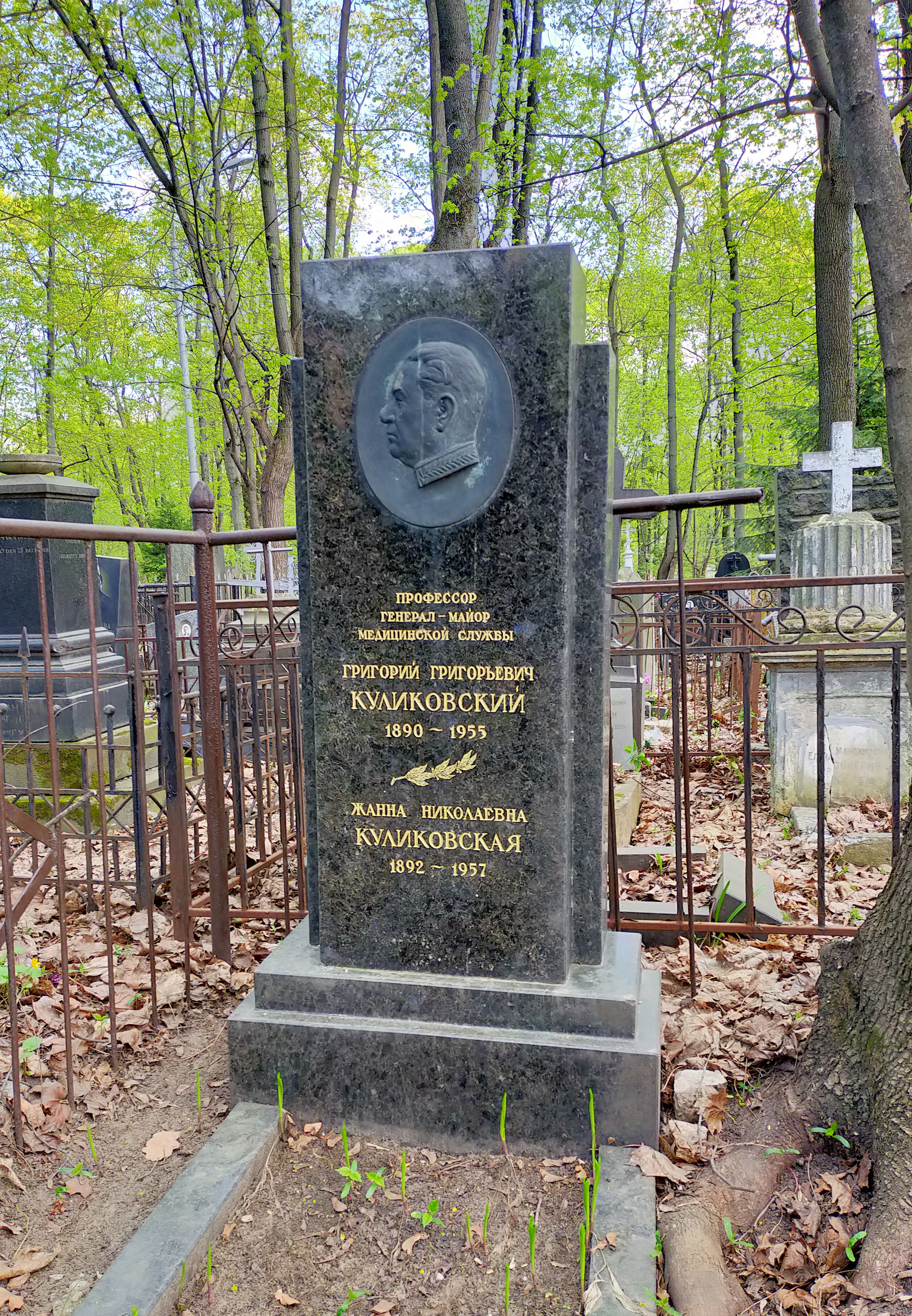
Могила Г. Г. Куликовского на Введенском кладбище

Григорий Григорьевич Куликовский (24 декабря 1890, Лубны, Полтавская губерния, Российская империя — 3 ноября 1955, Москва, СССР) — советский военный, государственный и политический деятель, генерал-майор медицинской службы.

## Биография
Родился в 1890 году в Лубнах. Член КПСС.
С 1916 года — на военной службе, общественной и политической работе. В 1916—1955 гг. — участник Первой мировой и Гражданской войн, начальник оториноларингологического отделения 1-го Московского коммунистического военного госпиталя, помощник начальника по научной части Института авиационной медицины, профессор кафедры оториноларингологии ВМА, участник Великой Отечественной войны, главный оториноларинголог Советской Армии.
Доктор медицинских наук, профессор.
Умер в Москве в 1955 году. Похоронен на Введенском кладбище (13 уч.).

## Семья
Сын Пётр (1910—2003) — советский астроном. Основные научные работы относятся к звёздной астрономии (переменные, двойные, сверхновые звёзды) и истории астрономии.